# Бексе-Джол (Ошская область)
Бексе-Джол (кирг. Бөксө-Жол) — село в Узгенском районе Ошской области Кыргызстана. Входит в состав Ден-Булакского аильного округа. Код СОАТЕ — 41706 255 817 03 0

## Население
По данным переписи 2023 года, в селе проживало 731 человек.